# Cheilosia chalybescens
Cheilosia chalybescens är en tvåvingeart som först beskrevs av Samuel Wendell Williston  1893.  Cheilosia chalybescens ingår i släktet örtblomflugor, och familjen blomflugor. Inga underarter finns listade i Catalogue of Life.